# Dekanat Szczecin-Słoneczne
Dekanat Szczecin-Słoneczne – jeden z siedmiu dekanatów w Szczecinie należący do archidiecezji szczecińsko-kamieńskiej.

## Parafie
- Radziszewo – Parafia Matki Bożej Królowej Polski
- Szczecin Bukowe – Parafia św. Stanisława Biskupa i Męczennika
- Szczecin Słoneczne – Parafia Niepokalanego Serca Najświętszej Maryi Panny
- Szczecin Podjuchy – Parafia Świętych Apostołów Piotra i Pawła
- Szczecin Zdroje – Parafia Świętego Ducha
- Szczecin Żydowce – Parafia Niepokalanego Poczęcia Najświętszej Maryi Panny
- Szczecin Majowe – Parafia Opatrzności Bożej
- Szczecin Kijewo – Parafia św. Jadwigi Królowej
- Szczecin Bukowe – Parafia Chrystusa Dobrego Pasterza

## Funkcje w dekanacie
- Dziekan: ks. kan. mgr Tadeusz Szponar
- Wicedziekan: ks. prałat mgr Henryk Silko
- Ojciec duchowny: